# Liriomyza congesta
Liriomyza congesta este o specie de muște din genul Liriomyza, familia Agromyzidae. A fost descrisă pentru prima dată de Becker în anul 1903. Conform Catalogue of Life specia Liriomyza congesta nu are subspecii cunoscute.